# Ercole al bivio (Francesco Trevisani)
Ercole al bivio è la prima tela di una serie composta da cinque grandi dipinti eseguiti da Francesco Trevisani per il palazzo Marcolini di Senigallia costruito nel 1730, e conservata presso la Banca Popolare di Ancona con sede sempre a Senigallia.

## Storia
In occasione di una fiera franca di Senigallia il conte Agostino Augusti commissionò all'artista una serie di cinque grandi tele per decorare palazzo Marcolini di Senigallia, al costo di 500 scudi. La commissione comprendeva la realizzazione di dipinti che dovevano essere le copie di quelle realizzate nella seconda metà del Cinquecento da Paolo Veronese su commissione dell'imperatore Rodolfo II d'Asburgo.
Le cinque tele avevano per soggetto: Ercole al bivio, Venere e Marte legati da Amore, Mercurio ed Erse, Venere e Adone morente, e Marte e Venere con cavallo e amorini.
Le tele furono vendute il 14 gennaio 1756 alla famiglia Baviera tramite il mercante Isacco Diotallevi al medesimo prezzo pagato dal committente per la sua realizzazione. La famiglia Baviera collocò i dipinti quali arredi del proprio palazzo di Senigallia avendo cura di ricoprire le parti di nudo dei personaggi ritratti.

## Descrizione e stile
I dipinti originali di Paolo Veronese ripresi dal Trevisani, sono andati perduti o non facilmente identificabili, il solo conservato e assegnato all'artista intitolato La scelta di Ercole è conservato presso la Frick Collection di New York, e fu realizzato nel 1580 per l'imperatore Rodolfo II d'Asburgo. I dipinti sono la sola serie sistematica a carattere mitologico eseguiti dall'artista. Le opere dipinte dal Trevisani acquistano quindi maggior interesse. Le tele hanno le medesime dimensioni.

### Ercole al bivio
La tela originale fu probabilmente vista dal Trevisani quando si trovava, con le altre tele della serie poi perse, a Parigi, presso il duca d'Orleans, del dipinto si consideri che ve ne sono molte copie.
Il dipinto Ercole al bivio si presenta in una chiave piuttosto moderna anche se la disposizione dei personaggi riprende esattamente la tela originale. Qualcuno ha ipotizzato che l'artista si fosse autoritratto nel volto di Ercole, la cosa però non ha alcun riferimento. Il dipinto non è di altissima qualità. La tela del Cagliari fu poi riprodotta su incisione da Louis Depsplaces.

### Venere e Marte legati da Amore
La seconda tela raffigura l'amore tra Venere e Marte, il dipinto potrebbe anche raffigurate il Trionfo della Bellezza sulla Forza. La scena ha parti di suggestiva interpretazione. Cupido, infatti, è posto ai piedi di Venere nell'atto di raccogliere il latte che sgorga dal suo seno, questo forse a indicare la fertilità della giovane donna. Marte negli abiti da soldato siede di fronte a lei e l'avvolge nel suo manto. Un altro putto alato è posto sul lato destro della tela e porge il giogo a un cavallo legato, porterebbe alla simbologia del legame che nasce dall'unione matrimoniale. Quindi il dipinto porterebbe a pensare che sia un epitalamio figurato. La scena si svolge in un ricco ambiente naturale dove la ricca vegetazione pare riuscire ad annullare il palazzo alle spalle dei personaggi dove compare solo un talamone regge l'architrave di un antico ingresso. Il dipinto è molto simile all'originale del Veronese anche se raffigurato in misura più ampia forse per poter mantenere l'uniformità delle dimensioni. Il dipinto fu poi riprodotto in incisione da Aubert.

### Mercurio ed Erse
La terza tela, copia di quella conservata al Fitzwilliam Museum di Cambridge raffigura l'episodio di Mercurio che trasforma in pietra Erse per punirla della sua gelosia. La scena si svolge dentro l'alcova di Aglauros. Malgrado ala scena faccia parte del poema Le metamorfosi di Ovidio ha una raffigurazione quasi prosaica e banale, trasformando una scena drammatica in una specie di incontro galante, svoltosi in un ambiente signorile. Questo potrebbe a pensare che ci stata una collaborazione con il figlio di Veronese Gabriele Caliari. Il dipinto si presenta molto simile all'originale se non per la parte ingrandita verso l'alto. Il dipinto fu poi riprodotto in incisione da Jouillian.

### Venere e Adone morente
Il soggetto fu più volte raffigurato dal Veronese, se ne conoscono almeno cinque copie e raffigura Adone morente dopo esser stato colpito da un cinghiale durante una partita di caccia. Afrodite lo assiste. Il morente è sorreto da un amorino e altri stanno volando intorno ai due personaggi. La scena si svolge in un ambiente naturale, alberi frondosi si rincorrono fino all'orizzonte. Sono visibili gli strumenti della caccia: la faretra, lo spiedo per i porci e i cani da caccia. In alto a destra avanza il carro trainato dai cigni di Venere. L'originale del Veronese è mancante di una parte, questo rende il dipinto del Trevisani di notevole rilevanza.

### Marte e Venere con cavallo e amorini
L'ultimo della serie ripropone Marte e Venere, soggetto che era stato realizzato più volte dal Cagliari, ma questo si presenta in una forma differente, i personaggi sono infatti raffigurati in maniera molto statica. Marte è raffigurato completo di armatura a bande dorate. Questa è identica a quelle in produzione nella seconda metà del Cinquecento; farebbe supporre che il dipinto fosse anche un modello della produzione veneta, sia bergamasca che bresciana del tempo. Lo sguardo del guerriero è ormai lontano come quello di Venere, pare che i due amanti siano già col pensiero al futuro che li vede separati. Il dipinto dovrebbe raffigurare il commiato di un guerriero alla sua amata. Lontana una città torrita decadente. L'originale del Veronesi è andato perduto dopo che fu salvato dal sacco di Praga del 1648 e diventato di proprietà della regina Cristina di Svezia. Successivamente fu venduto e smembrato. Rimangono solo due frammenti conservati in collezioni private separate: il busto di Marte che è diventato un ritratto e l'Amorino a sinistra.